# 第33步兵師 (德國國防軍)
第33步兵師（德語：33. Infanterie-Division）是納粹德國國防軍陸軍的一個步兵師。該師於1936年4月組建。
該師於1939年動員，但只在德國西部防守待命，沒有參與入侵波蘭行動。1940年，該師參與入侵法國行動。
法國投降兩個月後，該師調回國內，並在同年11月解散，該師主要部隊改編為第15裝甲師。第33步兵師番號直到1945年德國投降再也沒有重新使用。